# 박준병 (1891년)
박준병(朴準秉, 1891년 4월 26일 ~ ?)은 일제강점기의 관료 겸 공작원으로, 본적은 경기도 김포군 하성면이다. 본관은 밀양이다.

## 생애
1908년 10월 17일 통진공립보통학교를 졸업했으며 1910년 7월 20일 경성사립융희학교를 졸업했다. 1913년부터 1929년까지 조선총독부 임시토지조사국 사무원(1913년 5월), 조선총독부 임시토지조사국 측지과 기수(1914년 ~ 1917년), 황해도 수역검역위원(1919년 2월 ~ 1919년 5월), 경기도 이천군(1920년 11월 30일 ~ 1922년 2월 10일), 경기도 고양군 농사장려회 기수(1922년 4월 ~ 1923년 3월), 동아흥산사 이사(1923년 3월 31일 ~ 1924년 2월 20일), 조선흥산합자회사 기사(1927년 4월 4일 ~ 1927년 8월 9일), 경기도 여주군 농회 서기(1927년 8월 10일 ~ 1928년 9월 21일)를 역임하는 등 농업 관계 기관에서 근무했다.
1929년 만주로 이주한 뒤부터 펑톈(奉天, 봉천) 지역에서 재만 조선인의 농업 문제 관련 업무를 맡았고, 1933년 3월부터 1935년 11월까지 전만조선인민회연합회 회보 편집인을 역임했다. 1934년 전만조선인민회연합회 부이사, 1936년 전만조선인민회연합회(全滿朝鮮人民會聯合會) 이사를 역임하는 동안 일본의 만주 침략과 재만 조선인 통제 정책에 적극 협력했으며, 1934년 9월 만주국 정부로부터 건국공로장 수여에 상신되었다.
1938년 만주국 협화회 수도계림분회 부회장, 1939년 12월부터 1940년 8월까지 만주국 협화회 수도계림분회 회장을 역임하는 동안 일본의 재만 조선인 통제 정책에 적극 협력했고, 1940년 8월 만주국 협화회 수도본부로부터 협화회운동 공로표창장을 받았다. 1940년 9월 조선인교육후원회 상무위원 겸 신징(신경) 지역 위원으로 임명된 뒤부터 일본의 황민화 교육 정책 시행에 적극 협력했다.
1940년 11월 동남지구특별공작후원회 본부 신징(新京, 신경) 지역 상무위원으로 선임된 뒤부터 일본의 항일 무장 세력 탄압에 적극 협력했으며, 1942년 2월 선계국민개로운동(鮮系國民皆勞運動) 실천에 관한 결의문 작성위원으로 참여했다.
민족문제연구소의 친일인명사전 수록자 명단의 해외 부문, 친일반민족행위진상규명위원회가 발표한 친일반민족행위 705인 명단에 포함되었다.

## 참고자료
- 친일반민족행위진상규명위원회 (2009). 〈박준병〉. 《친일반민족행위진상규명 보고서 Ⅳ-7》. 서울. 187~210쪽.